# Nils Bäckström (operasångare)
Nils Sigvard Bäckström, född 16 januari 1913 i Trelleborg, död 17 november 2000 i Malmö, var en svensk operasångare. Han var ledande baryton vid Malmö Stadsteater under större delen av sin karriär.

## Biografi
Bäckström studerade för W Linke vid konservatoriet i Köpenhamn 1934, var elev vid Operaskolan 1940 och studerade för Sixten Liedbergius och Joseph Hislop vid Musikhögskolan i Stockholm. Han var engagerad vid Stora Teatern i Göteborg 1943–1947, Malmö Stadsteater 1947–1952, Oscarsteatern i Stockholm 1952–1954 och Malmö Stadsteater från 1954 till 1980-talet. Bland rollerna kan nämnas greve Almaviva i Figaros bröllop, Rigoletto, Escamillio i Carmen, Iago i Otello och Gianni Schicchi.
Han var gift 1944–1949 med operettsångerskan Evy Tibell (1914–2000), som han har dottern Monica Bäckström med och 1950–1986 med balettdansösen Lilian Sandell (1924–1986), med vilken han har sönerna Nils-Johan, Anders Bäckström och Peter Bäckström (båda regissörer och dramatiker).

## Teater

### Roller (ej komplett)
| År   | Roll                              | Produktion                                                                | Regi                           | Teater                  |
| ---- | --------------------------------- | ------------------------------------------------------------------------- | ------------------------------ | ----------------------- |
| 1942 |                                   | Mazurka Joseph Beer, Fritz Löhner-Beda, Alfred Grünwald                   | Karl Kinch                     | Skansens friluftsteater |
| 1944 | Gaylord Ravenall                  | Teaterbåten Jerome Kern och Oscar Hammerstein                             | Nils Johannisson               | Stora Teatern           |
| 1946 | Greve Dimitrij Wladimir Sarrasow  | Sista valsen Oscar Straus, Julius Brammer och Alfred Grünwald             | Lars Egge                      | Stora Teatern           |
| 1947 | Löjtnant Nicolaus von Kammahauser | En valsdröm Oscar Straus, Felix Dörmann och Leopold Jacobson              | Lars Egge                      | Stora Teatern           |
| 1952 | Joseph Cable                      | South Pacific Richard Rodgers, Oscar Hammerstein och Joshua Logan         | Sven Aage Larsen               | Oscarsteatern           |
| 1953 | Dmitry V. Sarrasow                | Sista valsen Oscar Straus, Julius Brammer och Alfred Grünwald             | Einar Beyron                   | Oscarsteatern           |
| 1953 | Sky Masterson                     | Änglar på Broadway Frank Loesser, Joe Swerling och Abe Burrows            | Sven Aage Larsen               | Oscarsteatern           |
| 1953 | Frank Butler                      | Annie get your gun Irving Berlin, Dorothy Fields och Herbert Fields       | Sven Aage Larsen               | Oscarsteatern           |
| 1954 | Camille de Rossillon              | Glada änkan Franz Lehár, Victor Léon och Leo Stein                        | Lars Egge                      | Oscarsteatern           |
| 1956 | Frank Butler                      | Annie Get Your Gun                                                        | Ivo Cramér                     | Malmö Stadsteater       |
| 1965 |                                   | Kvartetten som sprängdes Birger Sjöberg                                   | Josef Halfen                   | Malmö stadsteater       |
| 1978 |                                   | Röde Orm från Kullen Lars Björkman, Pierre Fränckel och Bengt-Arne Wallin | Pierre Fränckel och Conny Borg | Malmö stadsteater       |
| 1981 |                                   | Sagan om havet Gösta Kjellin                                              | Ronnie Hallgren                | Malmö stadsteater       |